# Championnat de république démocratique du Congo de football 1998
 (avril 2023).
Si vous disposez d'ouvrages ou d'articles de référence ou si vous connaissez des sites web de qualité traitant du thème abordé ici, merci de compléter l'article en donnant les références utiles à sa vérifiabilité et en les liant à la section « Notes et références ».
Navigation
Saison précédente Saison suivante
La Linafoot 1998 est la 38e édition de la première division du championnat national en République démocratique du Congo. La compétition rassemble les quatre meilleures formations du pays, qui sont passées par des championnats régionaux pour se qualifier.

## Clubs participants
- DC Motema Pembe
- AS Vita Club
- TP Mazembe
- SM Sanga Balende
- US Tshinkunku
- Paulino
- AS Veti Matadi
- AS Bantous

## Compétition
Le barème de points servant à établir les classements se décompose ainsi :
- Victoire : 3 points
- Match nul : 1 point
- Défaite : 0 point

### Quarts de finale
Les quarts de finale se jouent en 2 groupes de 4 clubs seule les 2 premiers sont qualifiés pour les demi-finales 

#### Qualifiés
- DC Motema Pembe
- AS Vita Club
- TP Mazembe
- SM Sanga Balende

#### Éliminés
- US Tshinkunku
- Paulino
- AS Veti Matadi
- AS Bantous

### Matchs

#### Phase finale

##### Première journée

###### 10 novembre 1998
- AS Vita Club (Kinshasa) 2-0 DC Motema Pembe (Kinshasa) (le match fut reporté, en raison d'émeutes causées par le meurtre d'un civil par un militaire)
- TP Mazembe (Lubumbashi) 0-0 SM Sanga Balende (Mbuji-Mayi)

##### Seconde journée

###### 14 novembre 1998
- DC Motema Pembe (Kinshasa) 4-2 TP Mazembe (Lubumbashi)
- SM Sanga Balende (Mbuji-Mayi) 0-0 AS Vita Club (Kinshasa)

##### Troisième journée

###### 22 novembre 1998
- AS Vita Club (Kinshasa) 1-0 TP Mazembe (Lubumbashi)
- DC Motema Pembe (Kinshasa) 2-0 SM Sanga Balende (Mbuji-Mayi)

##### Quatrième journée
- TP Mazembe (Lubumbashi) 0-0 DC Motema Pembe (Kinshasa)
- AS Vita Club (Kinshasa) 1-1 SM Sanga Balende (Mbuji-Mayi)

##### Cinquième journée
- TP Mazembe (Lubumbashi) 3-0 AS Vita Club (Kinshasa)
- SM Sanga Balende (Mbuji-Mayi) 0-3 DC Motema Pembe (Kinshasa)

##### Sixième journée

###### 29 novembre 1998
- DC Motema Pembe (Kinshasa) 2-0 AS Vita Club (Kinshasa)
- SM Sanga Balende (Mbuji-Mayi) 3-2 TP Mazembe (Lubumbashi)

## Classement final
Le classement final du championnat de république démocratique du Congo de 1998 est :
| Rang | Équipe           | Pts | J | G | N | P | Bp | Bc | Diff |
| ---- | ---------------- | --- | - | - | - | - | -- | -- | ---- |
| 1    | DC Motema Pembe  | 13  | 6 | 4 | 1 | 1 | 11 | 4  | +7   |
| 2    | AS Vita Club     | 8   | 6 | 2 | 2 | 2 | 4  | 6  | -2   |
| 3    | SM Sanga Balende | 6   | 6 | 1 | 3 | 2 | 4  | 8  | -4   |
| 4    | TP Mazembe       | 5   | 6 | 1 | 2 | 3 | 7  | 8  | -1   |

| Résultats (▼dom., ►ext.)                                   | DCMP | ASV | SBL | TPM |
| DC Motema Pembe                                            |      | 2-0 | 2-0 | 4-2 |
| AS Vita Club                                               | 2-0  |     | 1-1 | 1-0 |
| SM Sanga Balende                                           | 0-3  | 0-0 |     | 3-2 |
| TP Mazembe                                                 | 0-0  | 3-0 | 0-0 |     |
| - Victoire à domicile - Match nul - Victoire à l'extérieur |      |     |     |     |

## Bilan de la saison
| Championnat de république démocratique du Congo de football 1998 |                            |
| Champion                                                         | DC Motema Pembe (5e titre) |
| Coupes et trophées                                               |                            |
| Vainqueur de la Coupe de république démocratique du Congo 1998   | AS Dragons                 |
| Qualifications continentales                                     |                            |
| Ligue des champions de la CAF 1999                               | DC Motema Pembe            |
| Coupe des Coupes 1999                                            | AS Vita Club               |
| Coupe de la CAF 1999                                             | AS Dragons                 |
| Promotions et relégations                                        |                            |
| Promus en Linafoot                                               | Aucun                      |
| Relégués                                                         | Aucun                      |